# Neurosociologia

Representação da estrutura cerebral dentro do crânio humano.

Neurosociologia é uma disciplina emergente da investigação científica sobre a base neurológica da sociabilidade humana. Neurosociologia é a aplicação da neurobiologia ao estudo da sociedade. Em contraste com a neurociência social, um campo interdisciplinar dedicado à compreensão de como os sistemas biológicos implementam os processos sociais e o comportamento do indivíduo, a neurosociologia se concentra em entender como esses sistemas biológicos e comportamentos individuais ou coletivos afetam a sociedade. A neurosociologia é abordada a partir do nível macro em relação ao indivíduo. 
Um exemplo de assunto da neurosociologia seria a descoberta de neurônios espelho. Os seres humanos não só observam passivamente o que os outros fazem (incluindo a expressão de emoções), mas o córtex motor realmente simula o que é visto. Isso é parte da razão pela qual emoções fortes são contagiosas, e por que os seres humanos podem ter fortes reações fisiológicas a eventos vistos de longe. A falta de neurônios espelho é consistente no comportamento psicopático, faltando assim muitas respostas empáticas.
A pesquisa neurosociológica pode ajudar a definir a influência desses indivíduos na sociedade, bem como implementar programas mais eficientes e humanitários de reabilitação ou encarceramento. Na neurosociologia, um ambiente pode desencadear respostas, mas o cérebro seleciona, interpreta, edita e muda a própria qualidade da informação recebida para atender às suas próprias exigências e limitações. Isso ocorre por meio de dois estágios de causalidade, o primeiro da sociedade para a mente, e o segundo da mente para o cérebro. As experiências sociais entrelaçadas com as intenções direcionadas ao self constroem socialmente a personalidade e a mentalidade da pessoa.
O termo neurosociologia foi cunhado por Bogen (Bogen et al., 1972) para descrever um estudo de variações sócio-culturais no desempenho de testes cognitivos lateralizados, isto é, testes que tendem a confiar nos recursos de um lado do cérebro ou no outro. Bogen et al. (1972), TenHouten et al. (1976), Thompson et al. (1979) e TenHouten (1980, 1985a, 1985b, 1989) testaram e confirmaram uma série de hipóteses neurosociológicas que mostram uma relação entre os lados esquerdo e direito do cérebro. Esta é a base para a criação da neurosociologia. Em 1972, TenHouten foi co-autor da primeira publicação usando o termo neurosociologia. 
No final dos anos 1980 e início dos anos 90, TenHouten foi editor do Social Neuroscience Bulletin e contribuiu para o desenvolvimento da neurosociologia. A primeira coleção de obras em neurosociologia, editada por Franks e Smith, foi publicada em 1999. A neurosociologia tem sido mais eficaz ao examinar a composição emocional do cérebro humano para desafiar o modelo de racionalidade livre de afetos assumido pelos teóricos da tomada de decisões racionais. O coração da neurosociologia reside no fato de que pode haver influências mútuas entre os fatores microscópicos (eg, biológicos, do funcionamento do cérebro) e macroscópicos (por exemplo, sociais) na determinação de processos cerebrais e comportamentais (Cacioppo & Berntson 1992, p.1023).
As áreas de estudo são interdisciplinares e (atualmente) têm uma forte abordagem filosófica, enquanto as implicações da neurosociologia visam impactar muitos campos da sociedade, tais como direito, sociologia, política externa, direitos humanos e ética.